# Asilaris peregrinus
Asilaris peregrinus är en skalbaggsart som beskrevs av Holzschuh 1999. Asilaris peregrinus ingår i släktet Asilaris och familjen långhorningar.
Artens utbredningsområde är Laos. Inga underarter finns listade.